# سوری‌های دور از وطن

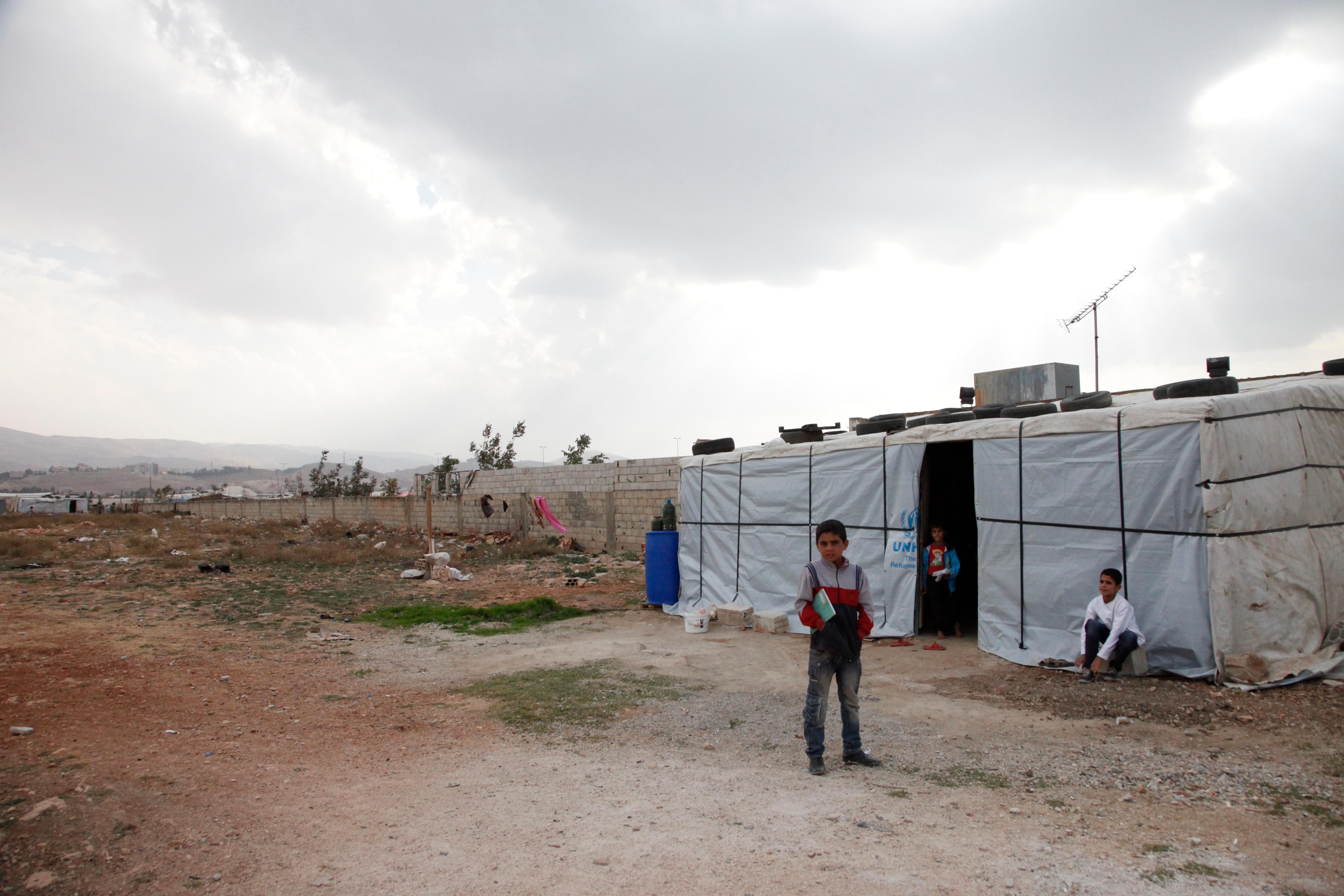
کودکان پناهنده سوری در خارج از خانه موقت خود، در دره بقاع لبنان. نوامبر ۲۰۱۳

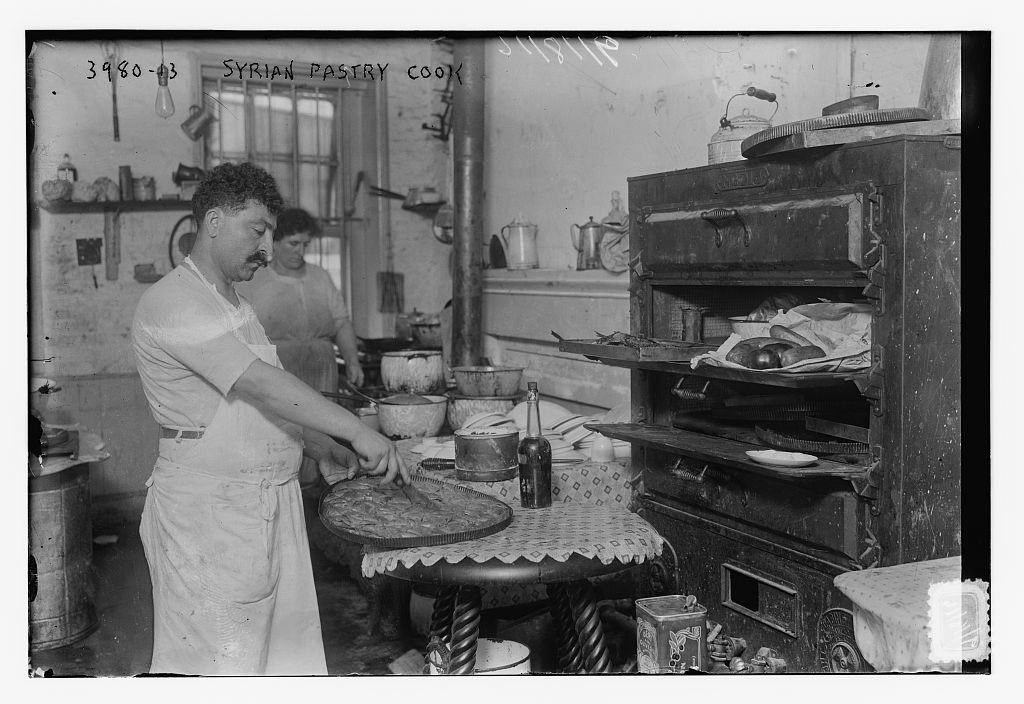
تولیدکننده باقلوا در ”سوریه کوچک، منهتن” در سال ۱۹۱۶

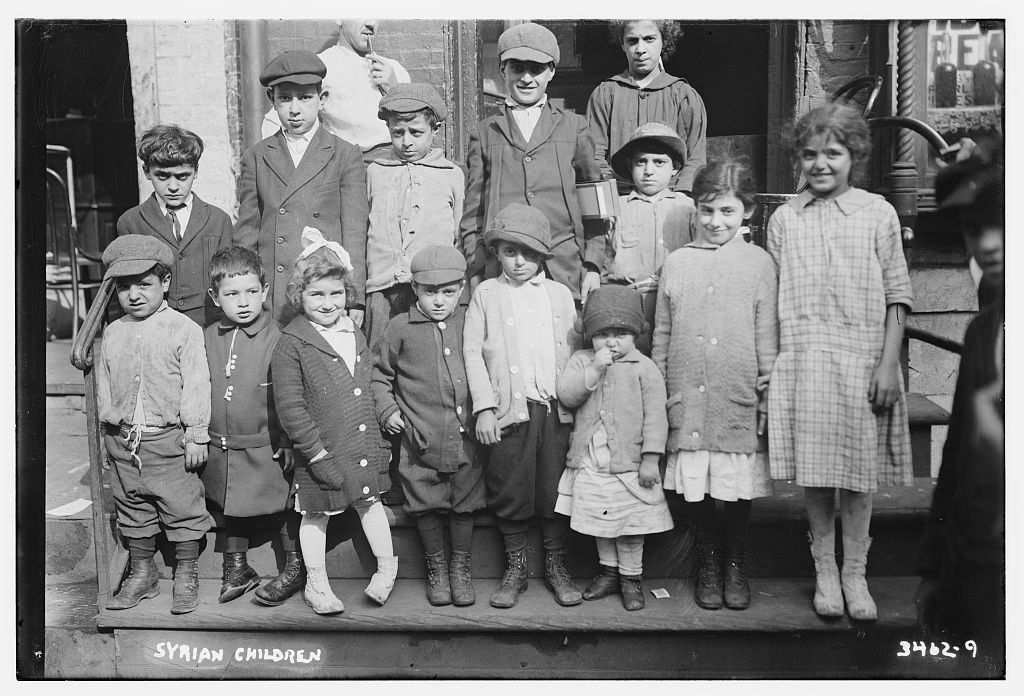
کودکان مهاجران سوری در خیابان واشینگتن در سوریه کوچک، منهتن[نیویورک- آمریکا] در سال ۱۹۱۶

سوری‌های دور از وطن (انگلیسی: Syrian diaspora) به جمعیت‌هایی از مردم سوریه گفته می‌شود که همراه با فرزندانشان به انتخاب یا علاقه خود از سوریه به سایر کشورها به عنوان مهاجر یا پناهندگان جنگ داخلی سوریه مهاجرت کرده و خارج از مرزهای وطن زندگی می‌کنند.

## وضعیت کنونی
تعداد جمعیت مردم سوریه که خارج از مرزهای وطن خود زندگی می‌کنند اکنون ۸ تا احتمالاً ۱۳ میلیون نفر است که تقریباً معادل نیمی از جمعیت این کشور را تشکیل می‌دهد. بر اساس گزارش کمیساریای عالی پناهندگان سازمان ملل متحد (UNHCR) در سال ۲۰۱۵ تقریباً ۴٫۹ میلیون پناهندهٔ جهانی را پناهندگان سوریه تشکیل می‌دادند. در چارچوب قانون اساسی کنونی کشور سوریه، سوری‌های پراکنده (Diaspora) یعنی جمعیت‌های پراکندهٔ سوریه در جهان حق بازگشت به سوریه را ندارند.
جمعیت‌های پراکندهٔ سوری در کشورهای جهان

## جمعیت سوری‌های دور از وطن
| کشور                | برآورد | برآورد بالا                       | منطقه                   | مقالات انگلیسی کشورها در ویکی‌پدیا |
| +                   | |                                   |                         |                                   |
| ------------------- | --- | --------------------------------- | ----------------------- | --------------------------------- |
| برزیل               | بر اساس تحقیقاتی که توسط IBGE در سال ۲۰۰۸ انجام شد تنها ار ۱٫۰۰۰٫۰۰۰ جمعیت ایالات آمازوناز، پاریبا، سائو پائولو، ریو گراند دو سول، ماتو گروسو و فدرال دیستوریتو شد. ۰٫۹٪ از سرشماری نژاد سفیدپوست گفتند دارای ریشه‌های نسبی خانوادگی در خاورمیانه هستند. | ۴٬۰۰۰٬۰۰۰ (دولت برزیل)            | آمریکای جنوبی           | سوری‌های برزیلی                    |
| ترکیه               | ۲٬۵۰۳٬۵۴۹ ثبت نام شده (دسامبر۲۰۱۵) |                                   | خاورمیانه               | سوری‌ها در ترکیه                   |
| لبنان               | ۱٬۰۷۰٬۱۸۹ ثبت نام شده(دسامبر۲۰۱۵) |                                   | خاورمیانه               | سوری‌ها در لبنان                   |
| اردن                | ۶۳۳٬۴۶۶ ثبت نام شده(دسامبر۲۰۱۵) | ۱٬۴۰۰٬۰۰۰ تقریباً(اوت ۲۰۱۵)        | خاورمیانه               | سوری‌ها در اردن                    |
| آرژانتین            | ۵۰۰٬۰۰۰ | ۱٬۰۰۰٬۰۰۰                         | Latin America           | سوری‌ها در آرژانتین                |
| عربستان سعودی       | ۵۰۰٬۰۰۰–۲٬۵۰۰٬۰۰۰ |                                   | خاورمیانه               | سوری‌ها در عربستان سعودی           |
| عراق                | ۲۴۷٬۸۶۱ برآورد(مارس ۲۰۱۵) |                                   | خاورمیانه               |                                   |
| امارات متحدهٔ عربی   | >۲۵۰٬۰۰۰ برآورد(2016) |                                   | خاورمیانه               | سوری‌ها در امارات متحده عربی       |
| آلمان               | ۴۰۰٬۰۰۰–۶۰۰٬۰۰۰ |                                   | اتحادیه اروپا           | سوری‌ها در آلمان                   |
| ایالات متحده آمریکا | ۱۵۴٬۵۶۰ (نسب و دودمان، 2010 سرشماری) |                                   | آمریکای شمالی           | آمریکاییان سوری                   |
| سوئد                | ۱۴۹٬۴۱۸ (۲۰۱۶) |                                   | اتحادیه اروپا           | سوری‌ها در سوئد                    |
| مصر                 | ۱۳۳٬۸۶۲ برآورد (آوریل۲۰۱۵) |                                   | شمال آفریقا و خاورمیانه |                                   |
| کویت                | ۱۲۰٬۰۰۰ برآورد(2015) |                                   | خاورمیانه               | سوری‌ها در کویت                    |
| یونان               | ۸۸٬۲۰۴ (2015) |                                   | اتحادیه اروپا           | سوری‌ها در یونان                   |
| کانادا              | ۴۰٬۸۴۰ (نسب و دودمان، 2011 سرشماری) |                                   | آمریکای شمالی           | سوری‌ها در کانادا                  |
| اتریش               | ۱۸٬۰۰۰ (۲۰۱۵) |                                   | اتحادیه اروپا           | سوری‌ها در اتریش                   |
| استرالیا            | ۱۳٬۵۱۷ (نسب و دودمان، ۲۰۱۱) |                                   | اقیانوسیه               | سوری‌ها در استرالیا                |
| ونزوئلا             | ۱۵٬۶۳۲ (شهروندان متولد سوریه، ۲۰۱۵) | ۱٬۰۰۰٬۰۰۰ مخالفان سوری در ونزوئلا | آمریکای لاتین           | سوری‌ها در ونزوئلا                 |
| الجزایر             | ۱۰٬۰۰۰ (ژانویه۲۰۱۳) | ۲۵٬۰۰۰ برآورد(ژانویه۲۰۱۳)         | آفریقای شمالی           |                                   |